# Quilly (Ardennes)
Quilly ist eine französische Gemeinde mit 66 Einwohnern (Stand: 1. Januar 2022) im Département Ardennes in der Region Grand Est (bis 2015 Champagne-Ardenne). Sie gehört zum Arrondissement Vouziers und zum Kommunalverband L’Argonne Ardennaise. Die Bewohner werden Quillerons genannt.
Zwischen 1828 und 1871 war Quilly ein Teil der Gemeinde Coulommes-et-Marqueny.

## Geografie
Quilly liegt im Norden der Champagne sèche, der „trockenen Champagne“, auch „lausige Champagne“ (Champagne pouilleuse) genannt, etwa 50 Kilometer nordöstlich von Reims. Im waldarmen Gemeindegebiet von Quilly entspringt der Ruisseau d'Arson, der über die Muette zur Aisne entwässert. Das von Getreidefeldern auf sanften Hügeln geprägte Gemeindeareal erreicht im Le Fichot im Westen mit 177 Metern über dem Meer seinen höchsten Punkt. Zum Gemeindegebiet gehört ein Teil des Weilers Le Chaufour. Umgeben wird Quilly von den Nachbargemeinden Chardeny im Norden, Grivy-Loisy im Osten, Tourcelles-Chaumont im Süden, Leffincourt im Westen sowie Coulommes-et-Marqueny im Nordwesten.

## Bevölkerungsentwicklung
| Jahr      | 1962 | 1968 | 1975 | 1982 | 1990 | 1999 | 2011 | 2021 |
| Einwohner | 91   | 76   | 65   | 83   | 79   | 65   | 83   | 72   |

Im Jahr 1872 wurde mit 177 Bewohnern die bisher höchste Einwohnerzahl ermittelt. Die Zahlen basieren auf den Daten von cassini.ehess und INSEE.

## Sehenswürdigkeiten
- Flurkreuz in der Gemarkung La Croix Gillon

## Wirtschaft und Infrastruktur
Quilly ist ländlich geprägt. In der Gemeinde sind sieben Landwirtschaftsbetriebe (Getreide- und Gemüseanbau) ansässig.
In Quilly gibt es keine Kirchen und keine Kapellen. Für die Katholiken ist die knapp einen Kilometer entfernte Kirche Saint-Amand in Tourcelles-Chaumont zuständig.
Am zweieinhalb Kilometer entfernten Kreisel des Weilers Mazagran treffen sechs Fernstraßen aufeinander, darunter die ehemaligen Nationalstraßen N 325 und N 380. In der 25 Kilometer entfernten Stadt Rethel besteht ein Anschluss an die Autoroute A34 (Reims–Sedan). Der Bahnhof Rethel liegt an der Bahnstrecke Soissons–Givet.

## Belege
1. ↑  Coulommes-et-Marquerx (Memento vom 4. März 2016 im Internet Archive), auf cassini.ehess.fr
2. ↑  Quilly auf cassini.ehess.fr
3. ↑  Quilly auf insee.fr insee.fr
4. ↑  Landwirtschaftsbetriebe auf annuaire-mairie.fr (französisch)